# Gameboys: The Movie
Gameboys: The Movie je filipínský hraný film z roku 2021, který režíroval Ivan Andrew Payawal. Snímek měl světovou premiéru dne 30. července 2021.

## Děj
Cairo a Gavreel se stali milenci, kteří tráví čas společně v Gavreelově domě z důvodu pandemie covidu-19. Cairo se poté bude muset vrátit do své provincie. Gavreel se však dozví, že jeho teta, která žije v USA, je smrtelně nemocná a bude se za ní proto muset vypravit, což jejich vztah vystaví zkoušce.

## Obsazení
| Kokoy de Santos | Gavreel    |
| Elijah Canlas   | Cairo      |
| Adrianna So     | Pearl      |
| Kyle Velino     | Terrence   |
| Miggy Jimenez   | Wesley     |
| Kych Minemoto   | Achilles   |
| Susan Africa    | teta Myra  |
| Angie Castrence | teta Susan |